# Телевидение в Туркменистане
Телевидение в Туркменистане функционирует уже свыше 50 лет. Телевидение является самым популярным видом СМИ в Туркменистане. В общем доступе находятся 8 государственных каналов, находящиеся в ведении Государственного комитета Туркменистана по телевидению, радиовещанию и кинематографии. Большинство населения страны использует возможности спутникового телевидения.
9 июня 2015 года, в связи с запуском собственного туркменского спутника TürkmenÄlem 52°E, все государственные телеканалы общереспубликанского вещания перешли на вещание в стандарте HD. Провайдером услуг спутникового телевидения и иных видов связи стало АОЗТ «Туркмен хемрасы».

## История

### 1982—1991
К началу 1980-х гг. Гостелерадио СССР начало вещание в Туркменской ССР телеканалов I программа и II программа Центрального телевидения, а Государственный комитет Туркменской ССР — Туркменской программы ЦТ. На момент распада СССР все три телеканала вещали в метровом диапазоне.

### 1991—1998
Канал 5 ноября 1989 в утренеем ночном эфире 4х4, В 1991—1992 гг. II программа была объединена телеканалом РТР (запущен созданной российскими властями годом раннее Всероссийской государственной телерадиокомпанией), а чуть позднее запущенным Гостелерадио Туркменской ССР реорганизованым в Национальную государственную телерадиокомпанию Туркменистана (НГТРК Туркменистана) телеканалом TMT 2, Туркменская программа был закрыт, I программа была переименована в 1-й канал Останкино, Гостелерадио СССР в Российскую государственную телерадиокомпанию «Останкино».

### С 1998 года
В 1998 году ретрансляция ОРТ в Туркменистане была прекращена, на его частоте НГТРК Туркменистана запустила телеканал TMT 3. В 2001 г. НГТРК Туркменистана была разделена на телекомпании Алтын асыр, Туркменистан, Яшлык, Мирас и радиокомпании Ватан, Чар тарапдан, Мирас, под управлением созданного Государственного комитета Туркменистана по телевидению, радиовещанию и кинематографии.
В 2015 году была запущена общенациональная сеть спутникового телевидения, в результате чего все туркменские телеканалы стали вещать в формате 16:9 HDTV. Однако это косвенно повлекло введение запретов на массовое использование спутниковых тарелок, которые использовались населением для просмотра зарубежных телеканалов в открытом доступе. Оператором связи «TM CELL» предоставляется опция мобильного телевидения, в нём (на 2019 год) предоставлялась возможность смотреть не только туркменские телеканалы, но и некоторые российские («Первый канал» в дубле +2, «Россия 24»). Также существует возможность смотреть зарубежные каналы через IPTV-интерфейс оператора АГТС.

## Каналы общереспубликанского вещания
Общереспубликанские телеканалы являются обязательными для распространения на всей территории Туркменистана и являются бесплатными для потребителей. Все они являются государственными (частных каналов нет) и принадлежат Госкомитету Туркменистана по телевидению, радиовещанию и кинематографии.
| Название           | Местонахождение              | Тип             | Тематика        | Запущен | Сайт | Онлайн версия           |
| ------------------ | ---------------------------- | --------------- | --------------- | ------- | ---- | ----------------------- |
| Altyn Asyr         | Ашхабад                      | Государственный | общественный    |         | нет  | Altyn Asyr Online TV    |
| Miras              | Ашхабад                      | Государственный | культурный      | 2001    | нет  | Miras Online TV         |
| Ýaşlyk             | Ашхабад                      | Государственный | развлекательный |         | нет  | Ýaşlyk Online TV        |
| Türkmenistan       | Ашхабад                      | Государственный | информационный  | 2004    | нет  | Türkmenistan Online TV  |
| Türkmen owazy      | Ашхабад                      | Государственный | музыкальный     | 2009    | нет  | Türkmen Owazy Online TV |
| Aşgabat            | Ашхабад                      | Государственный | городской       | 2011    | нет  | Aşgabat Online TV       |
| Türkmenistan Sport | Ашхабад                      | Государственный | спортивный      | 2012    | нет  | Türkmen Sport Online TV |
| Аркадаг            | Аркадаг                      | Государственный | городской       | 2023    | нет  |                         |
| Про 100 ТВ         | Türkmen telewizor "Pro100TV" | Государственный | фильм           | 1956    | да   |                         |